# Pico de viuda

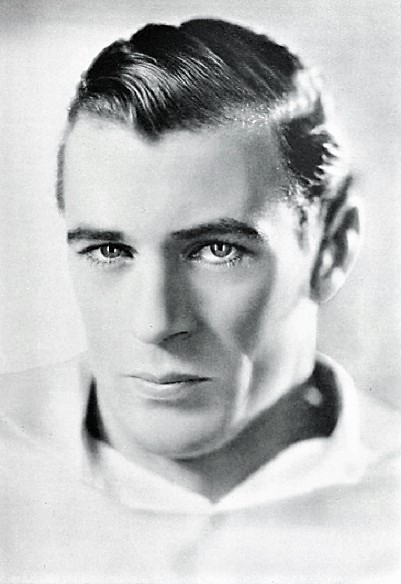
El actor estadounidense Gary Cooper tenía pico de viuda.

En inglés, se denomina pico de viuda (Widow's peak en inglés) a cierta disposición del nacimiento del cabello humano, cuando en la frente forma un triángulo invertido. 

## Origen de la expresión
Es una expresión inglesa cuyo origen puede estar en la superstición de considerar que el hombre que posee pico de viuda morirá joven.

## Causas
Según un estudio de la Universidad Johns Hopkins, el pico de viuda se debe a un gen dominante. La Universidad de Delaware demostró que es improbable que el pico de viuda se deba a un gen dominante porque sólo un pequeño porcentaje de la población lo tiene.

La maduración de la línea del nacimiento del pelo también es una causa del pico de viuda en los hombres; esto deja ver una 'U' o 'V' prominente en la frente, conocida habitualmente como «entradas».